# Драгана Пајковић Додиг
Драгана Пајковић Додиг (Београд, 1968) je српска сликарка.

## Биографија
Рођена је 1968. године у Београду. Дипломирала је сликарство на Факултету ликовних уметности Универзитета уметности у Београду 1998. у класи професора Радомира Рељића. Члан је Удружења ликовних уметника Србије од 1999. године у статусу самосталног уметника. Учествовала је на преко двадесет интернационалних ликовних колонија, више од осамдесет групних изложби слика, акварела графике, мултимедијалних радова и перформанса и многобројним самосталним изложбама. Неке од њених самосталних изложби су изложба Bel aquarel en Jouy у галерији Poïèsis des Arts у Паризу, изложба Act, Acte, Nude у Продајној галерији „Београд”, изложба „Ове улице” у Галерији УЛУС, изложба DalyStyle у отвореном студију Cité Internationale des Arts у Паризу и изложба у галерији цртане поезије у кући Ђуре Јакшића. Добитница је бројних признања међу којима су специјална награда Escoda на Четвртом интернационалном бијеналу у „Галерији А” 2016, почасна награда Бијенала у Шенжену за акварел 2015. и друге.